# Renacimiento timúrida
El Renacimiento timúrida fue un período histórico de renacimiento cultural, artístico y científico en la historia asiática e islámica que ocurrió entre finales del siglo XIV y comienzos del XVI. Tras el declive gradual de la Edad de Oro del islam, el Imperio timúrida en el Asia Central y gobernado por los descendientes de Tamerlán (es decir, la dinastía timúrida), fue testigo de un renacimiento de las artes y ciencias, movimiento que se extendió por todo el mundo musulmán. El uso del término «renacimiento» para referirse a este período ha suscitado reservas entre académicas y académicos, algunos de los cuales lo ven como el «canto del cisne» de la cultura timúrida.
El Renacimiento timúrida es marcado ligeramente antes que el movimiento del Renacimiento en Europa. Algunos autores han descrito al periodo como igual en gloria al Quattrocento italiano. El Renacimiento timúrida alcanzó su culmen en el siglo XV, tras el final del período de invasiones y conquistas mongolas.
Basado en ideales islámicos, los cimientos del Renacimiento timúrida incluyen la reconstrucción de la ciudad de Samarcanda y la invención del Ajedrez de Tamerlán por parte de Tamerlán, el reinado de Shahruj y su consorte Goharshad en Herat (ciudad que rivalizaba con la Florencia del Renacimiento italiano como centro de un renacimiento cultural), el período del astrónomo y matemático Ulugh Beg (junto con notables polímatas y eruditos islámicos), y la construcción de centros de aprendizaje adicionales por parte del sultán Husayn Bayqara, mecenas del arte. El reinado de Tamerlán revivió el interés por el arte persa clásico. Se emprendieron proyectos de construcción a gran escala, creando mausoleos, madrasas y kitabhane (talleres medievales de libros islámicos). Se revitalizaron los estudios matemáticos y astronómicos y, a comienzos del siglo XVI, se logró el dominio de las armas de fuego.
En vida, Tamerlán ordenó la construcción del Palacio de Verano en Shahrisabz, de la Mezquita de Bibi-Janum y de la plaza pública del  Registán, entre otras. Asimismo, durante este tiempo, la ciudad de Herat se convirtió en un importante centro de vida intelectual y artística en el mundo musulmán. Samarcanda, un centro de estudios académicos que había sido previamente destruido durante la conquista mongola de Corasmia, se convirtió en el centro del Renacimiento y de la civilización islámica en general gracias a la reconstrucción acaecida durante el período.
El Renacimiento timúrida se diferenció de previos desarrollos culturales y artísticos de la dinastía búyida en que no fue un reavivamiento directo de modelos clásicos, sino más bien un ensanchamiento de su atractivo cultural al incluir estilos más coloquiales en idioma persa . El Renacimiento timúrida fue heredado por la India mogol y tuvo una influencia significativa en los demás estados de la Era de los poderes islámicos de la pólvora (es decir, la Turquía otomana y el Irán safávida).

## Historia

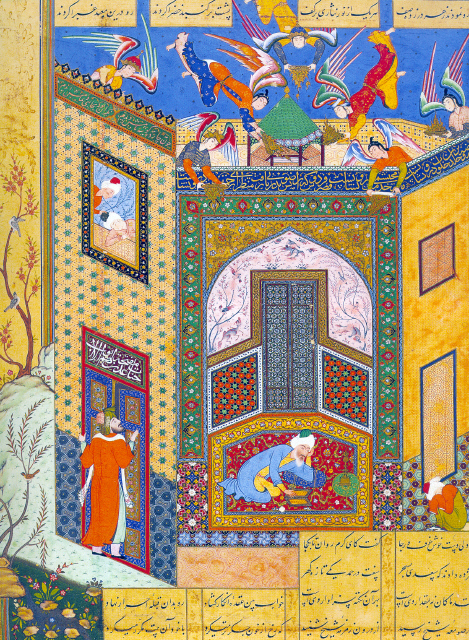
Ilustración de El jardín de rosas del pío de Jāmī, fechada en 1553.

El Imperio timúrida fue fundado por Amir Tamerlán en 1370 tras la conquista de varios estados sucesores del Ilkanato. Después de conquistar una ciudad, los timúridas tenían la costumbre de no ejecutar a los artesanos locales y en cambio deportarlos a su capital en la ciudad de Samarcanda.
Después de que los timúridas conquistaran Persia a comienzos del siglo XV, muchos rasgos del arte islámico se entremezclaron con el arte mongol existente. El establecimiento por parte de Tamerlán de la ley sharia islámica posteriormente en su vida hizo de Samarcanda uno de los centros del arte islámico.
A mediados del siglo XV, el imperio trasladó su capital de Samarcando a Herat, que pasó entonces a ser un punto focal para el arte timúrida. Como había ocurrido con Samarcanda, artesanos e intelectuales de diversos orígenes étnicos pronto establecieron Herat como un centro para las artes y la cultura, y muchas de las expresiones culturales timúridas se entremezclaron con aquellas de otras tradiciones.

### Artes

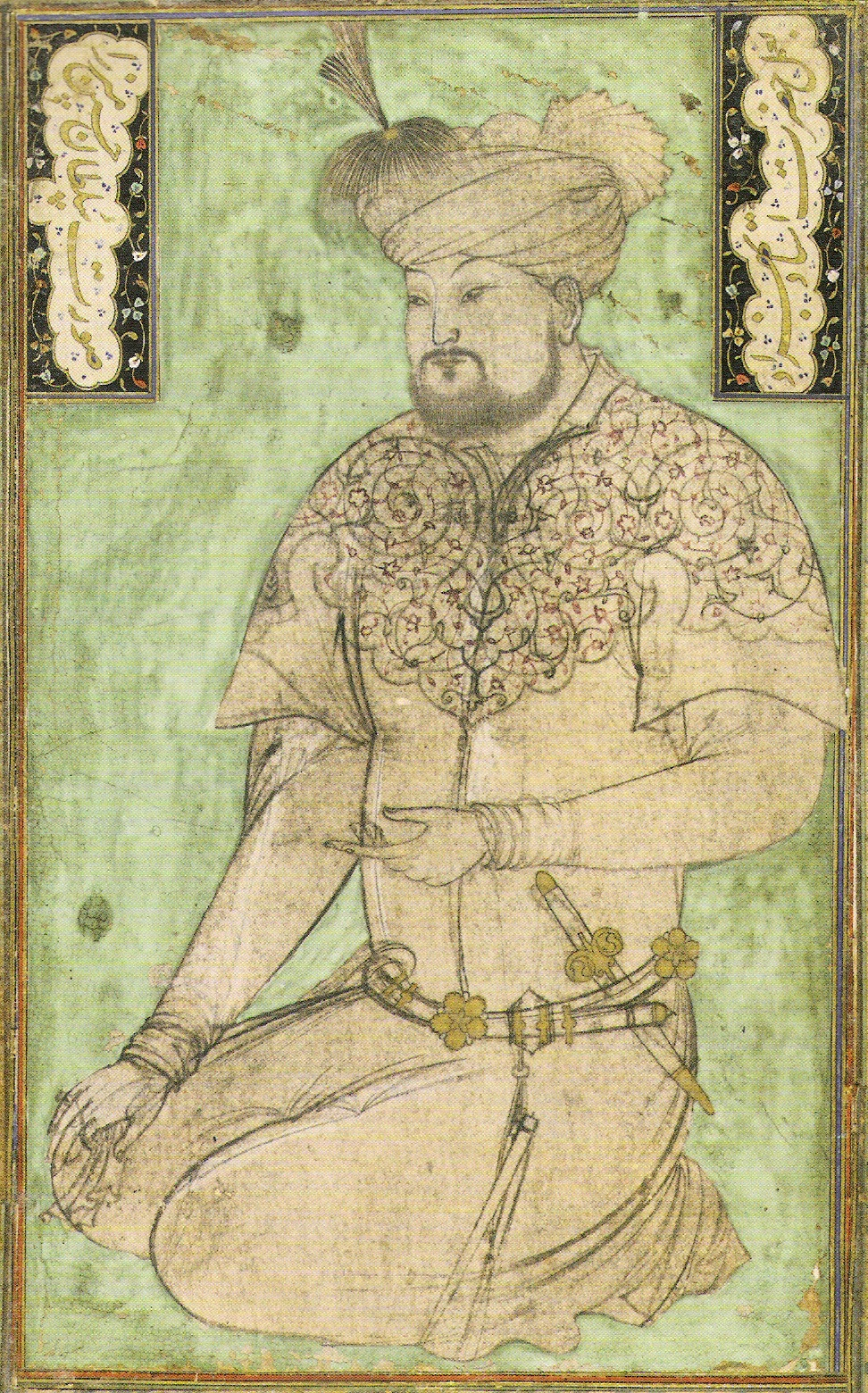
El sultán Husayn Bayqara, mecenas del arte, construyó múltiples centros de aprendizaje.

El arte timúrida absorbió y mejoró el concepto tradicional persa de las «Artes del Libro». Las nuevas obras de arte con inflexiones timúridas incluyeron manuscritos ilustrados en papel (en vez de pergaminos) creados por los artistas del imperio. Estas ilustraciones fueron notables por sus ricos colores y elaborados diseños. En virtud de la calidad de las pinturas en miniatura halladas en estos manuscritos, la arqueóloga e historiadora del arte Suzan Yalman del Museo Metropolitano de Arte comentó que «la escuela de Herat [de pintura de manuscritos] se considera a menudo el apogeo de la pintura persa».
El acero con incrustaciones de plata timúrida es citado a menudo como de una calidad particularmente alta. La pintura no estaba limitada a los manuscritos. Muchos artistas timúridas crearon a su vez intrincadas pinturas murales. Muchos de estos murales representan paisajes derivados de la tradición artística tanto persa como china. Si bien los temas de estas pinturas se habían tomado prestados de otras culturas, los murales timúridas eventualmente fueron refinados en su propio estilo único.
Las tradiciones artísticas mongolas no fueron eliminadas gradualmente del todo, en tanto las representaciones altamente estilizadas de figuras humanas que se aprecian en el arte timúrida del siglo XV son derivadas de esta cultura.
Un auge aún mayor en las artes ocurrió durante el reinado del sultán Husayn Bayqara (r. 1469-1506). Bayqara fue famoso como benefactor y mecenas del aprendizaje en su reinado. El sultán Husayn construyó numerosas estructuras, entre ellas una famosa escuela. Ha sido descrito como «el gobernante timúrida por excelencia del período posterior en Transoxiana». Su sofisticada corte y su generoso patrocinio artístico fueron una fuente de admiración, particularmente de parte de su primo, Babur de la India mogol.

### Arquitectura timúrida
La arquitectura timúrida se basaba en aspectos de la arquitectura selyúcida. Azulejos turquesa y azul formando intrincados patrones lineales y geométricos decoraban las fachadas de los edificios. En ocasiones, los interiores de los edificios fueron decorados de manera similar, con pintura y relieves de estuco enriqueciendo aún más el efecto.
La arquitectura timúrida fue el pináculo del arte islámico en Asia Central. Tamerlán y sus sucesores erigieron edificios espectaculares y majestuosos en Samarcanda y en Herat. Tales obras monumentales ayudaron a difundir la influencia de la escuela de arte Ilkánida hasta la India, donde dio lugar a la célebre escuela de arquitectura mogol (o mongol).
La arquitectura timúrida inició con el santuario de Ahmad Yasavi en el actual Kazajistán y culminó en el mausoleo de Tamerlán, Gur-e Amir, en Samarcanda. Este mausoleo del conquistador del siglo XIV está cubierto con «azulejos persas turquesas». Cerca, en el centro de la ciudad antigua, se observa una «madrasa (escuela religiosa) de estilo persa» así como una «mezquita de estilo persa» del sultán timúrida Ulugh Beg. Los mausoleos de los príncipes timúridas, con sus cúpulas de azulejos turquesas y azules, se consideran aún entre los ejemplos de la arquitectura persa más refinada y exquisita.
La simetría axial es una característica de todas las grandes estructuras timúridas, en particular de la necrópolis de Shāh-e Zenda en Samarcanda, del complejo Musallah en Herat y de la mezquita de Goharshad en Mashhad. Son muy comunes las cúpulas dobles de formas diversas y pintadas en su exterior con brillantes colores. El dominio de Tamerlán en la región fortaleció la influencia de su capital y de la arquitectura persa en el subcontinente indio.

### Metalistería, cerámica y talla
El Imperio  timúrida también produjo piezas de metalistería de calidad. Acero, hierro, latón y bronce eran usados comúnmente como medios. El acero con incrustaciones de plata timúrida es citado a menudo como de una calidad particularmente alta. Tras el colapso del Imperio timúrida, varias culturas iranias y mesopotámicas se apropiaron de la metalistería timúrida.
Artesanos timúridas trabajaban cerámica de estilo chino. La talla en jade tenía también cierta presencia en el arte timúrida.

### Ciencia

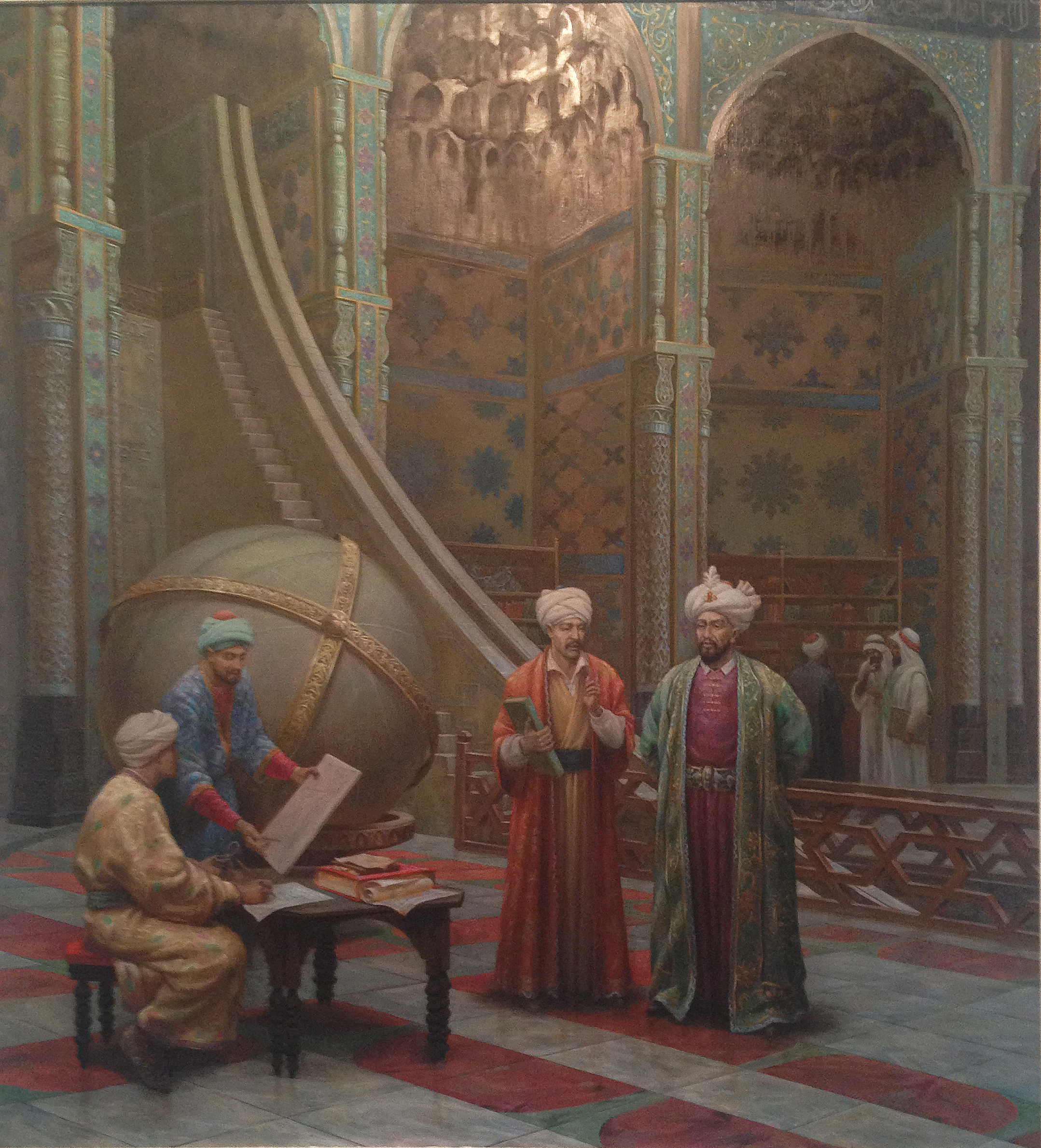
Ulugh Beg y Ali Qushji en el observatorio.

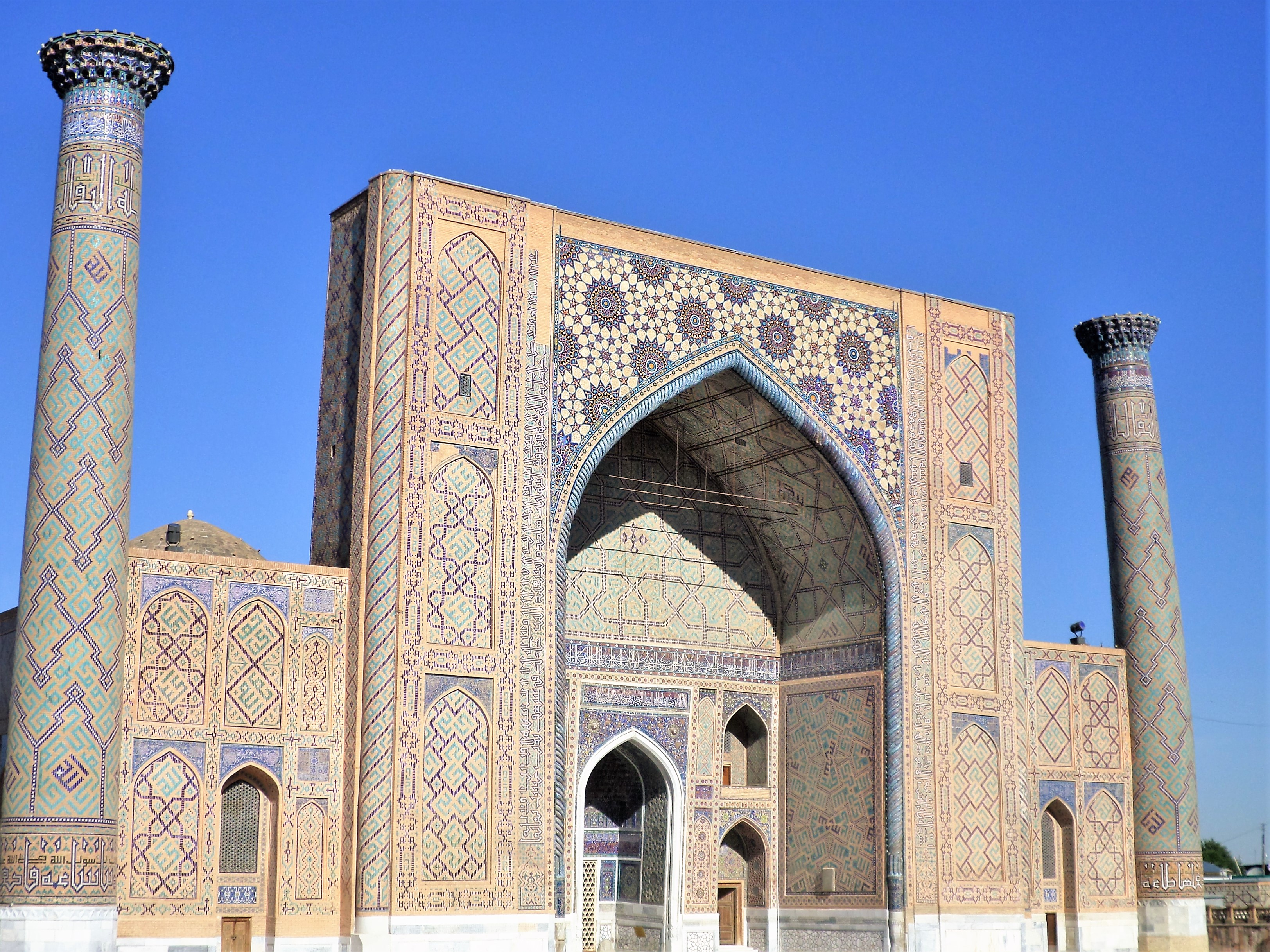
El Observatorio de Ulugh Beg y su Madrasa han sido un importante centro de estudio astronómico en Asia Central.

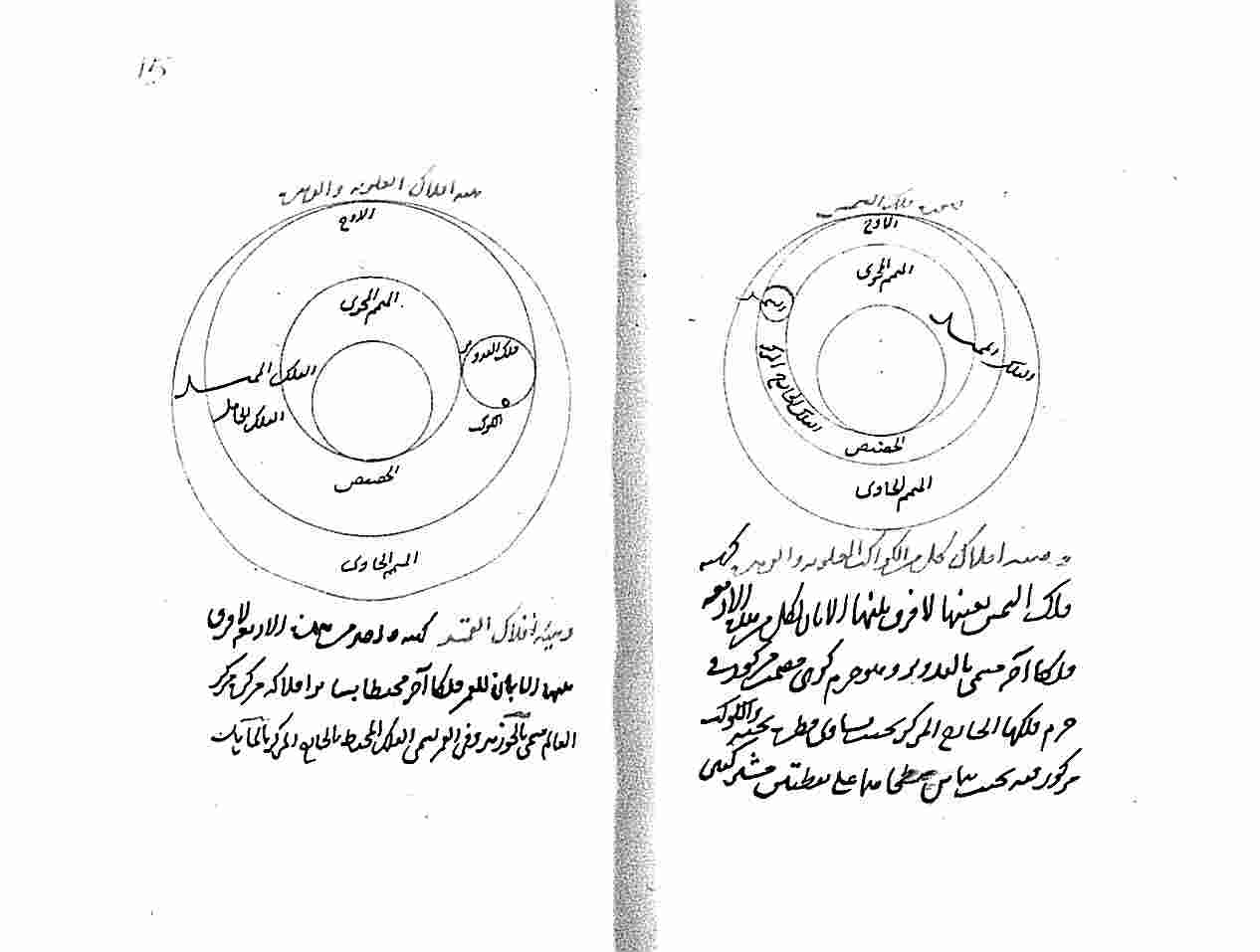
Notas de los trabajos científicos de Ali Qushji.

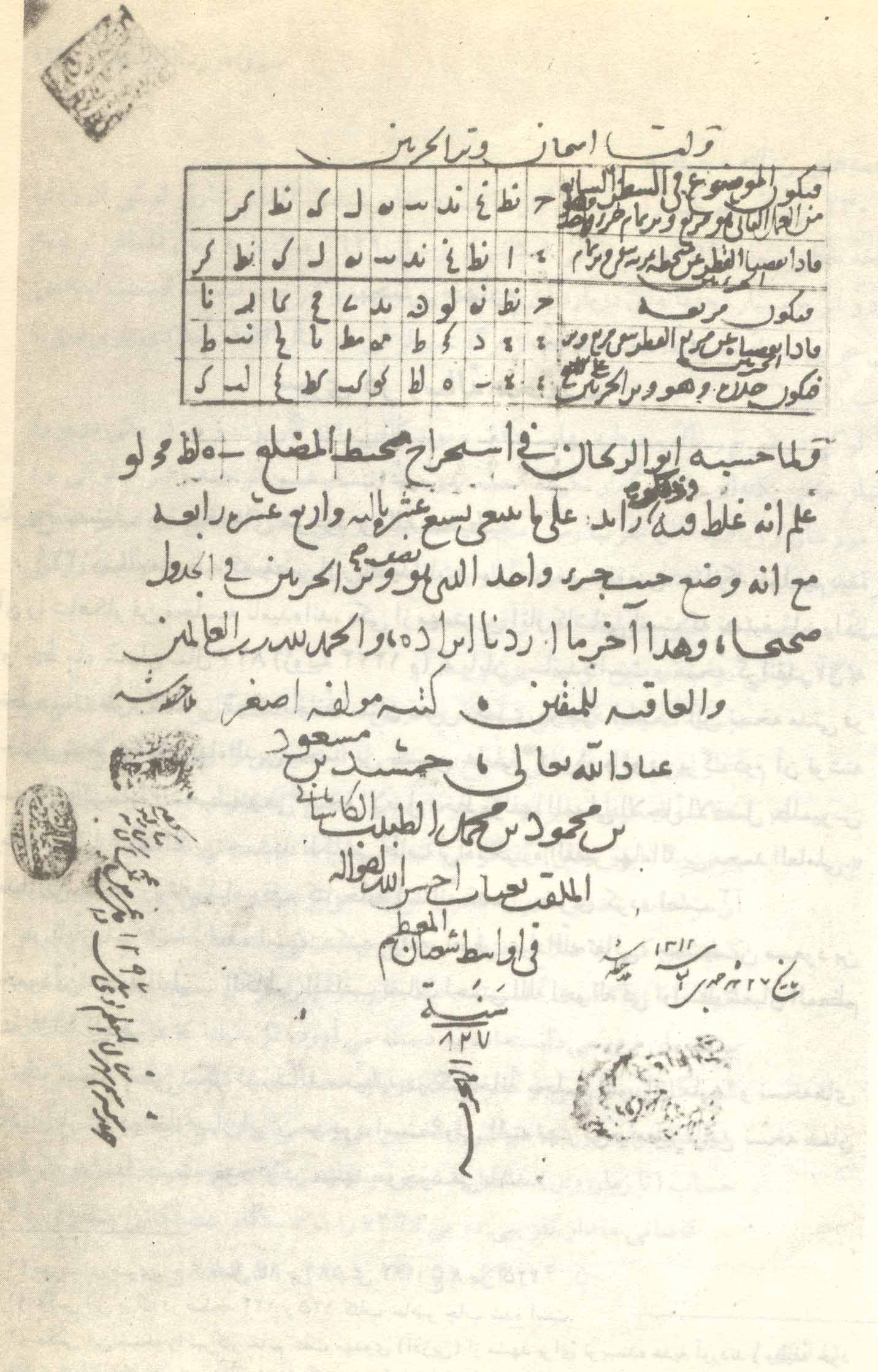
Teorema de Al-Kashi

El persa Jamshid al-Kashi fue una de las figuras más influyentes en los campos de las matemáticas y la astronomía. al-Kashi recibió un inmenso apoyo tanto del emperador Shahruj como de la reina Goharshad, quienes tenían gran interés en las ciencias y alentaban a su corte a estudiar en gran profundidad los diversos campos. A raíz de ello, el período de su reinado se convirtió en un tiempo de muchos logros académicos.
El reinado del sultán Ulugh Beg fue testigo del apogeo científico del imperio. Durante este reinado, al-Kashi produjo tablas de senos con cuatro dígitos sexagesimales (equivalentes a ocho lugares decimales) de precisión para cada grado e incluyendo diferencias para cada minuto. También creó tablas que trataban sobre transformaciones entre sistemas de coordenadas en la esfera celeste, tales como la transformación del sistema de coordenadas de la eclíptica al sistema de coordenadas ecuatoriales. Escribió el tratado astronómico Sullam al-Sama, que trajo la resolución de dificultades encontradas por predecesores en la determinación de distancias y tamaños de cuerpos celestes como la Tierra, la Luna, el Sol o las Estrellas. También escribió el Tratado sobre instrumentos de observación astronómica que describía una variedad de instrumentos diferentes, entre ellos el triquetrum y la esfera armilar, el armilar equinoccial y el armilar solsticial del astrónomo sirio-árabe Mo'ayyeduddin Urdi, los instrumentos de seno y verseno de Urdi, el sextante de al-Joyandí, el sextante Fajri en el observatorio de Samarcanda, un instrumento de altitud de acimut de doble cuadrante que inventó, y una pequeña esfera armilar que incorpora una alidada de la que también fue el inventor.
Se presenció la invención de la Placa de Conjunciones, un instrumento de computación analógico que se emplea para determinar la hora del día en la que se producirán conjunciones planetarias, así como para realizar interpolación lineal. Inventó asimismo una computadora planetaria mecánica a la que denominó Placa de Zonas, que podía resolver gráficamente una serie de problemas planetarios, entre ellos la predicción de las verdaderas posiciones en longitud del Sol y la Luna, y los planetas en términos de órbitas elípticas, las latitudes del Sol, la Luna y los planetas, y la eclíptica del Sol. El instrumento incorporaba también una alidada y una regla graduada.
Ulugh Beg fundó un instituto en Samarcanda que pronto se convirtió en una destacada universidad. Estudiantes de todos los rincones de Asia Central y más allá acudían en masa a esta academia en la ciudad capital de su sultanato. Como resultado, Ulugh Beg logró reunir a muchos grandes matemáticos y científicos, entre ellos Ali Qushji. Ali fue responsable de un desarrollo importante de la física astronómica independiente de la filosofía natural, y se le recuerda por brindar evidencia empírica de la rotación de la Tierra en su tratado, Sobre la supuesta dependencia de la astronomía con respecto a la filosofía. Además de sus contribuciones a la famosa obra de Ulugh Beg Zij-i-Sultani, y a la fundación de la madrasa de Sahn-ı Seman (en Estambul), uno de los primeros centros para el estudio de diversas ciencias islámicas tradicionales en el califato otomano, Ali Qushji fue asimismo autor de varias obras científicas y libros de texto sobre astronomía. La obra astronómica más importante de Qushji es Sobre la supuesta dependencia de la astronomía con respecto a la filosofía. Bajo la influencia de teólogos islámicos que se oponían a la injerencia del aristotelismo en la astronomía, Qushji rechazó la física aristotélica y separó por completo la filosofía natural de la astronomía islámica, permitiendo que la astronomía se convirtiera en una ciencia puramente empírica y matemática. Esto le permitió a Qushji explorar alternativas a la noción aristotélica de una Tierra estacionaria, a la vez que exploraba la idea alternativa de una Tierra en movimiento (si bien Emilie Savage-Smith afirma que ningún astrónomo islámico propuso un universo heliocéntrico). Halló también evidencia empírica de la rotación de la Tierra a través de sus observaciones de cometas y concluyó, sobre la base de evidencia empírica en lugar de filosofía especulativa, que la teoría de la Tierra en movimiento tenía la misma probabilidad de ser cierta que la teoría de la Tierra estacionaria.

### Legado
Tras el declive del Imperio timúrida a finales del siglo XV, los imperios de la pólvora, es decir los otomanos, la dinastía safávida, la India mogol y otros imperios, incorporaron tradiciones artísticas timúridas a las suyas propias.